# Ernest Gravier
Ernest Gravier (Montbeugny, 26 agosto 1892 – Saint-Rémy-de-Provence, 14 marzo 1965) è stato un calciatore francese, di ruolo difensore.

## Carriera

### Club
Durante la sua carriera ha indossato le divise di CA Paris, Red Star e Cette.

### Nazionale
Esordisce in Nazionale il primo gennaio del 1911 contro l'Ungheria (0-3). Gioca 11 incontri con la Nazionale francese vincendone soltanto due contro Lussemburgo (1-4) e Lettonia (7-0).

## Palmarès

### Club

#### Competizioni nazionali
- Coppa di Francia: 1

CA Parigi: 1919-1920
- Trophée de France: 2

CA Parigi: 1911, 1913